# Conjunt de Smith-Volterra-Cantor

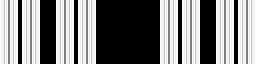
Després d'haver eliminat els intervals negres, els punts blancs que queden són un conjunt dens enlloc de mesura 1/2.

En matemàtiques, el conjunt de Smith–Volterra–Cantor ( SVC ), conjunt ε-Cantor,  o conjunt de Cantor gras  (en anglès, fat Cantor set) és un exemple d'un conjunt de punts de la recta real que és dens enlloc  (en anglès, nowhere dense), perfecte  i que té  mesura de Lebesgue positiva. El conjunt de Smith–Volterra–Cantor rep el nom dels matemàtics Henry Smith, Vito Volterra i Georg Cantor que van ser els pioners dels conjunts fractals. En un article de 1875, Smith va introduir un conjunt dens enlloc de mesura positiva. Volterra va considerar un altre exemple  el 1881, del qual el conjunt de Smith-Volterra-Cantor n'és una modificació. Finalment, Cantor  va introduir l'actualment anomenat  conjunt de Cantor o  conjunt ternari de Cantor el 1883.
De manera similar a la construcció del conjunt de Cantor, el conjunt Smith–Volterra–Cantor es construeix eliminant certs intervals de l'interval unitari. {\displaystyle [0,1].}
El procés comença eliminant un segment obert de longitud 1/4 de la part central de l'interval {\displaystyle [0,1]}; concretament, traiem l'interval {\displaystyle ({\tfrac {3}{8}},{\tfrac {5}{8}})}, de manera que el conjunt restant és {\displaystyle G_{1}={\big [}0,{\tfrac {3}{8}}{\big ]}\cup {\big [}{\tfrac {5}{8}},1{\big ]}.}
Els passos següents consisteixen a eliminar subintervals d'amplada {\displaystyle 1/4^{n}} de la part central de cadascun dels {\displaystyle 2^{n-1}} intervals restants. Així que per al segon pas s'eliminen  els intervals {\displaystyle ({\tfrac {5}{32}},{\tfrac {7}{32}})} i {\displaystyle ({\tfrac {25}{32}},{\tfrac {27}{32}})}  i queda el conjunt {\displaystyle G_{2}={\big [}0,{\tfrac {5}{32}}{\big ]}\cup {\big [}{\tfrac {7}{32}},{\tfrac {3}{8}}{\big ]}\cup {\big [}{\tfrac {5}{8}},{\tfrac {25}{32}}{\big ]}\cup {\big [}{\tfrac {27}{32}},1{\big ]}.}
Continuant indefinidament aquest procés  d'eliminació, obtenim una successió {\displaystyle G_{1}\supset G_{2}\supset \cdots }. El conjunt Smith–Volterra–Cantor, que designarem per {\displaystyle G}, és el conjunt de punts que queden; formalment: {\displaystyle G=\bigcap _{n=1}^{\infty }G_{n}.}La imatge següent mostra el conjunt inicial i cinc iteracions d'aquest procés.
Cada iteració posterior en la construcció del conjunt Smith–Volterra–Cantor elimina proporcionalment una part més petita dels intervals restants. Això contrasta amb el conjunt de Cantor, on la proporció eliminada de cada interval es manté constant. La conseqüència és que el conjunt Smith–Volterra–Cantor té una mesura de Lebesgue positiva mentre que el conjunt de Cantor té mesura zero.

## Propietats
1. El  conjunt de Smith–Volterra–Cantor és un conjunt tancat ja que és la intersecció d'una col.lecció de conjunts tancats. A més, també és compacte ja que {\displaystyle G\subset [0,1]}.
2. El conjunt de Smith–Volterra–Cantor és dens enlloc.
Prova. En un espai topològic, un conjunt dens enlloc és un conjunt tal que l'interior de la seva adherència és buida; en el cas dels subconjunt dels nombre reals, un conjunt tancat és dens enlloc si i només si no conté cap interval obert no buit. Els intervals que formen el conjunt {\displaystyle G_{1}} tenen longitud menor que 1/2, els intervals de {\displaystyle G_{2}}, menor que 1/4, i, en general, els intervals  de {\displaystyle G_{n}} tenen longitud menor que  {\displaystyle 1/2^{n}}. Per tant, per qualsevol interval {\displaystyle (a,b)},amb {\displaystyle 0\leq a<b\leq 1} , tindrem {\displaystyle b-a>1/2^{n}} per algun {\displaystyle n\geq 1}, i per tant, per aquest {\displaystyle n}, {\displaystyle (a,b)\not \subset G_{n}}, i llavors {\displaystyle (a,b)\not \subset G}.
3. El conjunt de Smith–Volterra–Cantor és perfecte, és dir, és un conjunt tancat tal que tots els seus punts són punts d'acumulació (o punts limit) d'aquest conjunt.
Prova. Hem de veure que si {\displaystyle x\in G}, llavors en tot entorn de {\displaystyle x} hi ha punts de {\displaystyle G} diferents de {\displaystyle x}. Sigui {\displaystyle \varepsilon >0} arbitrari; volem veure que existeix un punt {\displaystyle y\neq x} tal que {\displaystyle y\in (x-\varepsilon ,x+\varepsilon )\cap G}. En efecte, com que  {\displaystyle x\in G}, llavors {\displaystyle x\in G_{n}} per a tot  {\displaystyle n\geq 1}, i per tant estarà en algun dels intervals tancats que formen {\displaystyle G_{n}}. Prenem {\displaystyle n} tal que  {\displaystyle 2^{-n}<\varepsilon }, i sigui {\displaystyle I} l'interval de {\displaystyle G_{n}} tal que {\displaystyle x\in I}; tal com hem raonat a la demostració anterior, la longitud de {\displaystyle I} és menor que {\displaystyle \varepsilon }, i per tant, tindrem que {\displaystyle I\subset (x-\varepsilon ,x+\varepsilon )}, i almenys un dels dos extrems de l'interval  {\displaystyle I} serà diferent de {\displaystyle x}, i aquest és el punt {\displaystyle y} que estàvem cercant, ja que tots els extrems dels intervals dels conjunts {\displaystyle G_{n}} són de {\displaystyle G} .
4. Sigui {\displaystyle D} el conjunt de tots els extrems dels intervals que formen  els conjunts {\displaystyle G_{n}}; noteu que {\displaystyle D\subset G}. De la demostració anterior es dedueix que en qualsevol entorn d'un punt de {\displaystyle G}, hi ha almenys un element de {\displaystyle D}, és a dir, els punts de {\displaystyle G} són punts d'acumulació de {\displaystyle D}.
5. El conjunt de Smith–Volterra–Cantor té mesura de Lebesgue 1/2.
Prova. La suma de les longituds dels intervals que hem eliminat durant el procés de construcció és  {\displaystyle \sum _{n=0}^{\infty }{\frac {2^{n}}{2^{2n+2}}}={\frac {1}{4}}+{\frac {1}{8}}+{\frac {1}{16}}+\cdots ={\frac {1}{2}}.}

## Altres conjunts de Cantor grassos
En general, es pot eliminar un interval de  longitud {\displaystyle r_{n}} de cada subinterval a  l' {\displaystyle n}-ésim pas de l'algorisme, i acabem amb un conjunt semblant al de Cantor. El conjunt resultant tindrà una mesura Lebesgue positiva si i només si la suma de la de les longituds que traiem és menor que la mesura de l'interval inicial. Per exemple, suposem que s'eliminen de {\displaystyle [0,1]} els intervals centrals  de longitud {\displaystyle a^{n}} per a alguns {\displaystyle 0\leq a\leq {\dfrac {1}{3}}.} Aleshores, el conjunt resultant té  mesura de Lebesgue {\displaystyle 1-\sum _{n=0}^{\infty }2^{n}a^{n+1}=1-a\sum _{n=0}^{\infty }(2a)^{n}=1-a{\frac {1}{1-2a}}={\frac {1-3a}{1-2a}}\in [0,1].}
Els productes cartesians dels conjunts Smith–Volterra–Cantor es poden utilitzar per trobar conjunts totalment desconnectats en dimensions superiors amb mesura diferent de zero. Aplicant el teorema de Denjoy–Riesz a un conjunt bidimensional d'aquest tipus, és possible trobar una corba d'Osgood, una corba de Jordan tal que els punts de la corba tinguin àrea positiva.
- El conjunt Smith–Volterra–Cantor s'utilitza en la construcció de la funció de Volterra.
- El conjunt Smith–Volterra–Cantor és un exemple d'un conjunt compacte que no es té mesura de  Jordan.
- La funció indicadora del conjunt Smith–Volterra–Cantor és un exemple d'una funció acotada que no és integrable Riemann a {\displaystyle [0,1]} i, a més, no és igual quasi per tot arreu a una funció integrable de Riemann.

## El conjunt de Volterra
El conjunt construït originalment per Volterra és lleugerament diferent. Vegeu  Ponce-Campuzano y Maldonado-Aguilar per la construcció detallada d'aquest conjunt. Vegeu també Volterra per a la utilització d'aquest conjunt en la definició de la funció de Volterra.